# Joan Sastre Vanrell
Joan Sastre Vanrell (Porreras, Baleares, 30 de abril de 1997) es un futbolista español que juega de defensa y su equipo es el PAOK de Salónica F. C. de la Superliga de Grecia.

## Trayectoria
Formado en las categorías inferiores del R. C. D. Mallorca, empezó su carrera deportiva en su filial. Durante la temporada 2015-16 debutó con el primer equipo en un encuentro de Copa del Rey ante la S. D. Huesca, aunque tuvo que esperar hasta la campaña 2017-18 para formar parte de la plantilla. En sus cinco temporadas completas logró tres ascensos y dos descensos.
El 12 de enero de 2022 abandonó el club mallorquín para jugar en calidad cedido en el PAOK de Salónica F. C. hasta el final de la temporada, teniendo el equipo griego una opción de compra al final de la misma. Esta fue ejecutada en el mes de junio y firmó un contrato hasta 2026.

## Palmarés

### Títulos nacionales
| Título              | Club                   | País   | Año  |
| ------------------- | ---------------------- | ------ | ---- |
| Superliga de Grecia | PAOK de Salónica F. C. | Grecia | 2024 |